# Saint-Gildas-des-Bois
Saint-Gildas-des-Bois ist eine französische Gemeinde mit 3790 Einwohnern (Stand 1. Januar 2022) im Arrondissement Saint-Nazaire, im Département Loire-Atlantique und in der Region Pays de la Loire. Die Gemeinde gehört zum Kanton Pontchâteau.

## Geographie
Saint-Gildas-des-Bois liegt 17 Kilometer südlich von Redon.

### Nachbargemeinden
Umgeben ist Saint-Gildas-des-Bois von den Nachbargemeinden Sévérac, Missillac, Pontchâteau, Drefféac und Guenrouet.

## Geschichte
Der heutige Name leitet sich von einem Kiefernwald ab, der unter zur Zeit der Herrschaft Philipp II. gepflanzt wurde. Der vorherige Name war wahrscheinlich Saint-Gildas-des-Marais. Wie die Nachbargemeinden im Hinterland von Saint-Nazaire war Saint-Gildas-des-Bois Teil der Festung Saint-Nazaire während der deutschen Besetzung Frankreichs. Infolgedessen wurde der Ort erst am 11. Mai 1945 nach der Kapitulation der Festung befreit.

### Bevölkerungsentwicklung
| Jahr                       | 1962 | 1968 | 1975 | 1982 | 1990 | 1999 | 2009 | 2017 |
| Einwohner                  | 2659 | 2510 | 2521 | 2997 | 3126 | 3062 | 3429 | 3774 |
| Quellen: Cassini und INSEE |      |      |      |      |      |      |      |      |

## Sehenswürdigkeiten
- Abtei St-Gildas-des-Bois aus dem 12. Jahrhundert, klassifiziert als Monument historique[1]

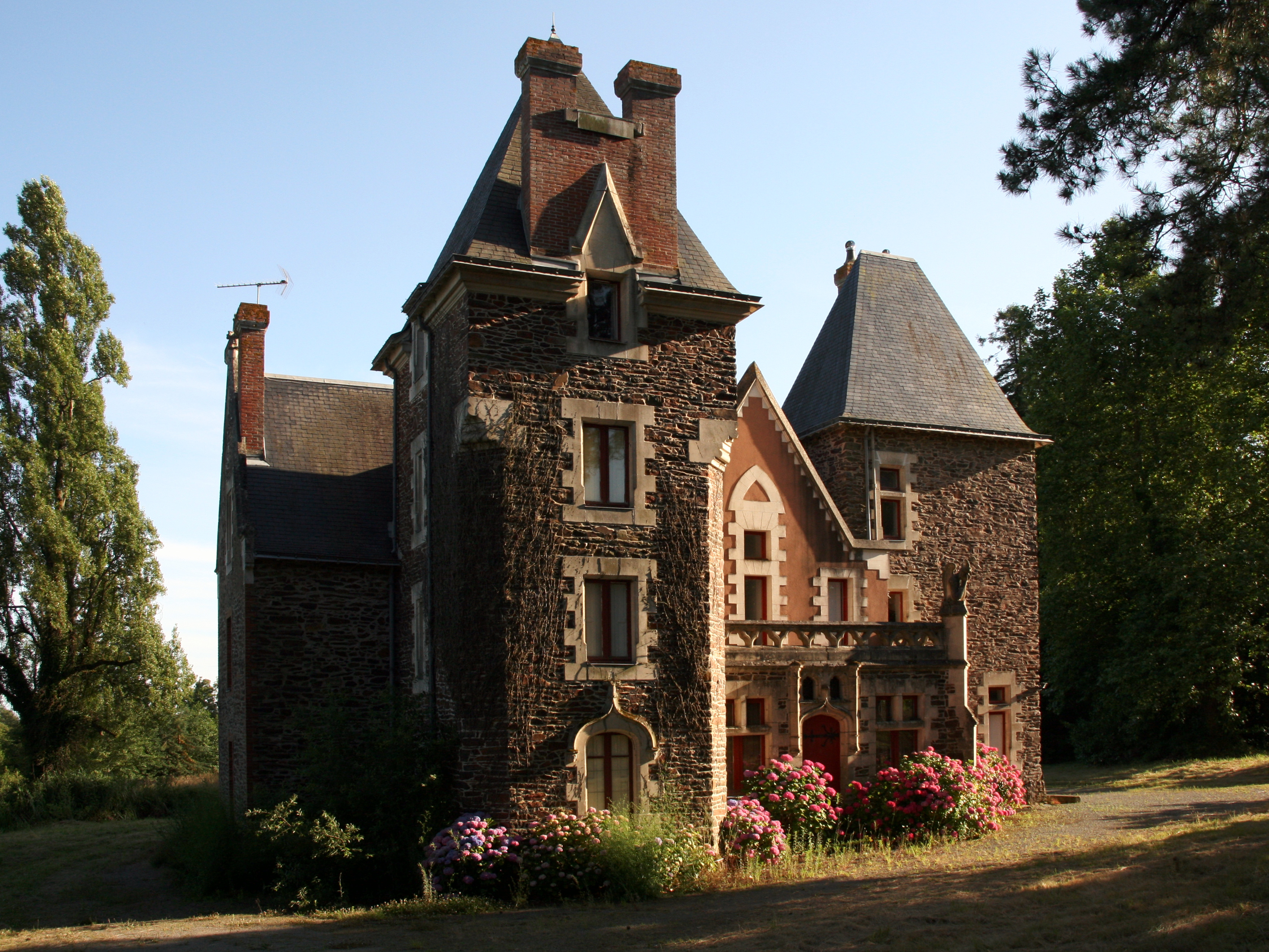
Château de la Barillette

- Château de la Barillette

## Wirtschaft und Infrastruktur
Der Käse Saint-Gildas-des-Bois wurde nach der Gemeinde benannt.

## Sport
Am 9. Juli 2013 startete im Ort die zehnte Etappe der Tour de France 2013.